# 密宗禮佛
密宗禮佛是藏传佛教寺院最主要的佛教礼仪。
佛殿，是礼拜必不可少的场所。寺院内部设有数座佛堂、佛殿。

## 礼佛准备
以麦粉或米粉模造各种物体。供物一般有：清水、鲜花、米粒、香柱、酥油供灯、水果等。

清水，象征身与语的清净；

鲜花和米粒，象征美好；

香柱，象征无所不入的佛法；

酥油供灯燃着的灯蕊，象征着人的觉悟；

滴入的香水，象征着虔诚；

水果，表示谢意；

## 众僧职责
众僧按其身份、年龄依次坐于佛堂内两排低而长的卡垫上。在大活佛不参加的供奉仪式上，由领读者带领诵经。供奉仪式上。还有维护僧律和秩序的“劝善”；有呈献供品的“伺供”，有献茶献饭的役使僧等。